# Novoukraiinske, Apostolove
Novoukraiinske (în ucraineană Новоукраїнське) este un sat în comuna Vilne din raionul Apostolove, regiunea Dnipropetrovsk, Ucraina.

## Demografie
Componența lingvistică a localității Novoukraiinske
     Ucraineană (92,9%)
     Rusă (5,99%)
     Alte limbi (1,11%)
Conform recensământului din 2001, majoritatea populației localității Novoukraiinske era vorbitoare de ucraineană (92,9%), existând în minoritate și vorbitori de rusă (5,99%).